# I Want You (album de Marvin Gaye)
Pour les articles homonymes, voir I Want You.
Albums de Marvin Gaye
Let's Get It On
(1973) Here, My Dear
(1978)
Singles
1. I Want You
Sortie : 1976
2. After The Dance
Sortie : 1976
3. Since I Had You
Sortie : 1976

I Want You est le treizième album studio du chanteur de soul américain Marvin Gaye sorti en 1976 sous le label Motown.

## Détails
La pochette de l'album inclut le célèbre tableau The Sugar Shack de l'artiste néo-maniériste afro-américain Ernie Barnes.
Cet album est essentiellement inspiré par la seconde femme de Marvin Gaye, Janis Hunter, avec qui il a en 1974 une fille, Nona Gaye.
Les critiques ont souvent mis en avant la signature du compositeur et producteur Leon Ware, mêlant sensualité discrète et sexualité. L'écriture est délibérément érotique et le thème amoureux est omniprésent. Les mêmes sessions d'enregistrement en 1976 ont donné lieu au deuxième album solo de Leon Ware, Musical Massage.
Après un accueil mitigé de la critique lors de sa sortie, I Want You lui a valu la reconnaissance rétrospective d'écrivains et critiques musicaux comme l'une des œuvres les plus controversées de Gaye et les plus influents de ces styles musicaux comme le disco, le R&B, et la Neo Soul.
Bien plus tard en 2003, la Motown réédite cet album en I Want You Deluxe Edition avec deux disques dont les 11 titres de l'album original remasterisés (durées plus longues), des chansons inédites et un livret de 24 pages.

## Liste des titres

### Original LP
| 1. | I Want You (Vocal)             | Arthur "T-Boy" Ross, Leon Ware | 4:35 |
| 2. | Come Live with Me Angel        | Jacqueline Hilliard, Ware      | 6:28 |
| 3. | After the Dance (Instrumental) | Marvin Gaye, Ware              | 4:21 |
| 4. | Feel All My Love Inside        | Gaye, Ware                     | 3:23 |
| 5. | I Wanna Be Where You Are       | Ross, Ware                     | 1:17 |

| 1. | I Want You (Intro Jam)        | Ross, Ware       | 0:20 |
| 2. | All the Way Round             | Ross, Ware       | 3:50 |
| 3. | Since I Had You               | Gaye, Ware       | 4:05 |
| 4. | Soon I'll Be Loving You Again | Gaye, Ross, Ware | 3:14 |
| 5. | I Want You (Jam)              | Ross, Ware       | 1:41 |
| 6. | After the Dance (Vocal)       | Gaye, Ware       | 4:40 |

### Édition Deluxe
| Original LP (Disc one) 1. I Want You (Vocal) – 4:36 2. Come Live with Me Angel – 6:30 3. After the Dance (Instrumental) – 4:25 4. Feel All My Love Inside – 3:23 5. "I Wanna Be Where You Are" – 1:17 6. "I Want You (Intro Jam)" – 0:19 7. "All the Way Around" – 3:50 8. "Since I Had You" – 4:05 9. "Soon I'll Be Loving You Again" – 3:13 10. "I Want You (Intro Jam) Ross, Ware" – 1:40 11. "After the Dance (Vocal)" – 4:42 12. "I Want You (Vocal) (Promo Only Version)" – 3:38 13. "I Want You (Instrumental)" – 4:39 14. "Strange Love (Feel All My Love Inside) (Instrumental)" – 2:57 | The Sessionsalternate mixes, vocals & outtakes (Disc two) 1. "I Want You (Vocal & Rhythm)" – 5:05 2. "Come Live with Me Angel (Alternate Version)" – 7:37 3. "After the Dance (Instrumental)" – 5:33 4. "Feel All My Love Inside (Alternate Version)" – 3:52 5. "I Wanna Be Where You Are (Alternate Version)" – 6:07 6. "I Want You (Guitar Jam)" – 0:29 7. "All the Way Around (Alternate Version)" – 3:52 8. "Since I Had You (Alternate Version)" – 4:16 9. "Soon I'll Be Loving You Again (Alternate Version)" – 4:30 10. "I Want You (Jam) (Undubbed)" – 4:52 11. "After the Dance (Vocal) (Alternate Version)" – 5:14 12. "I Wanna Be Where You Are (After the Dance)" – 4:01 13. "You Are the Way You Are (Instrumental)" – 4:26 14. "Is Anybody Thinking About Their Living?" – 4:23 |